# 白島九軒町
白島九軒町（はくしまくけんちょう）は、広島市中区の町名。白島地区に位置する。郵便番号は730-0003（広島中央郵便局管区）。

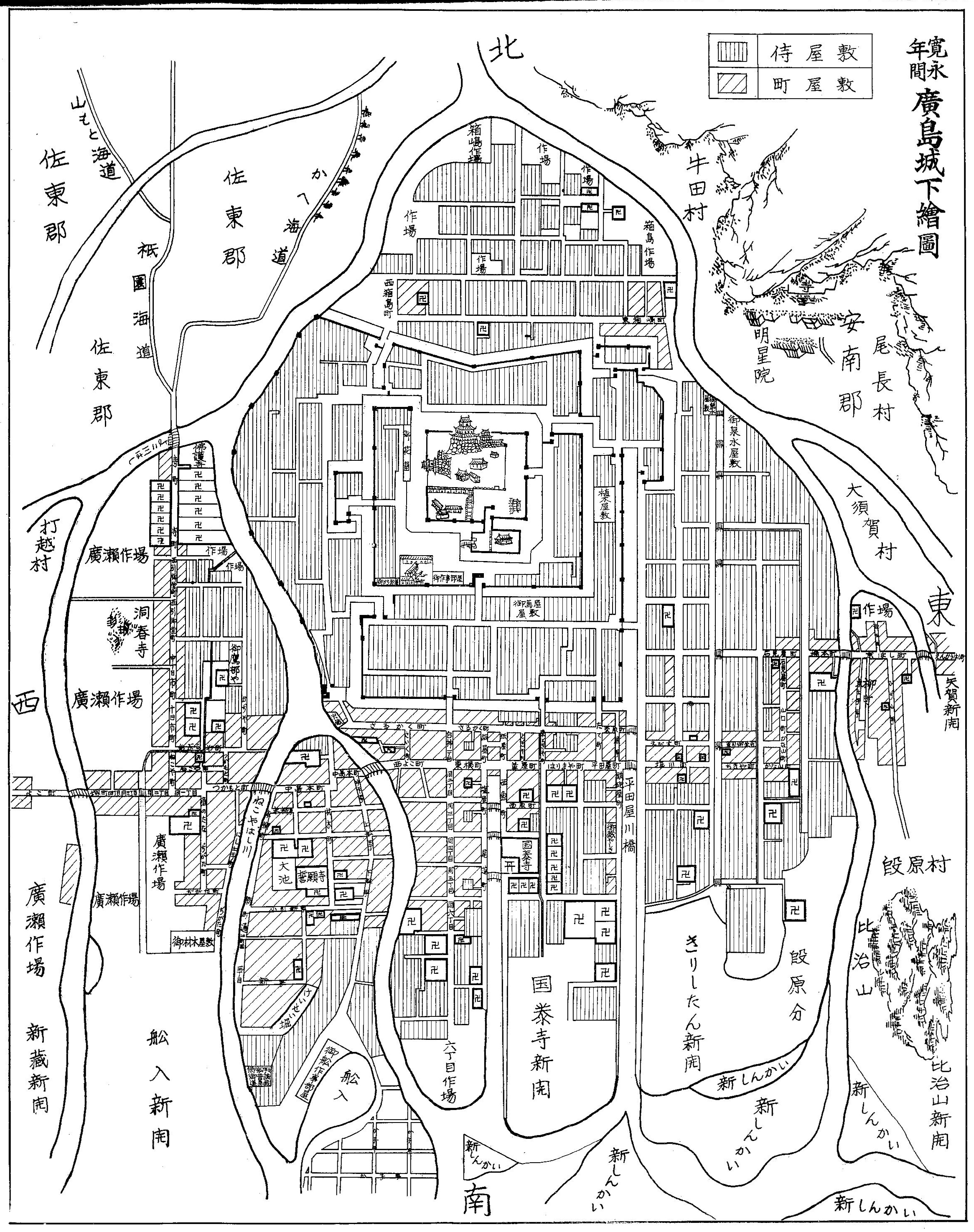
寛永年間の広島の絵図（『概観広島市史』より）。

## 歴史
もと白島村に属す。古図にはこの所の部位に丘阜の形を記している。この地は、往古は海中の孤島だったが、その後民家が9軒あったためこの名を得た。9軒の内、火縄屋、屋根屋は、その子孫文政の頃、現にこの所に住し、また山本屋は一本木に住したという。
1945年8月6日、広島市への原子爆弾投下で、白島九軒町は、被爆後火災によりほとんど焼失した。1998年5月、白潮公園内に慰霊碑が建立された。

## 人口
1925年末の現住戸数・現住人口は366・1511。2018年8月末の世帯数・人口は767・1409。

## 経済

### 産業
店・企業
- アイサワ工業 広島支店
- アストラルホーム
- 大野石油店 牛田大橋給油所
- 春日井製菓 広島支店
- 芸陽油脂工業
- ヤクルト山陽白島センター
- 瀬戸備研システム
- セブン-イレブン 広島白島中町店
- 友田組 広島出張所
- DCMダイキ 安芸白島店
- 原本店 蓬莱鶴醸造元
- ピース総合事務所[6] - 事業内容は司法書士業務、土地家屋調査士業務、建築設計業務（二級建築設計事務所）、ファイナンシャル・プランナー業務、各種講師業である[6]。
- 広島ゲストハウス碌
- 藤田設備
- 仏光社
- マルハ興産
- 丸和観光

### 地主・家主
白島九軒町の地主は「原九造」、家主は「丸橋貴右、増田甚太郎」などがいた。

## 地域

### 相談
- 小田純子税理士事務所[10]
- 税理士法人 船倉事務所[10]
- 二井谷素子税理士事務所[10]
- 福元智代税理士事務所[10]
- 山中正敏税理士事務所[10]
- 川本尚臣司法書士事務所
  - 司法書士・川本尚臣[11]
- 司法書士 宮岡法務事務所
  - 司法書士・宮岡泉[11]
- 福冨司法書士事務所
  - 司法書士・福冨剛[11]
- 元岡一博司法書士事務所
  - 司法書士・元岡一博[11]
- 下田土地家屋調査士事務所

### 健康
医療機関
- 伊藤内科医院
- おざき歯科医院
- 九軒町歯科
- 森本歯科クリニック

### 施設
宗教
- 碇神社[12] - 河田松衛は1914年、碇神社社掌となる[12]。
- 八剣神社
- 光明院（高野山真言宗）
- 心行寺（浄土宗）[13]
- 宝勝院（真言宗） - 宝勝院名誉住職の国分良徳は16歳の時、原爆に遭い、母と弟妹の計4人を亡くした[14]。『広島の歴史と被爆体験記』を出版した[14]。

公園
- 白潮公園 -「身近な自然に気づき、川と始める 川から始まるまちづくり～ 川に近づき、川を利用、川で遊び、美しい川を創る～」で平成28年度国土交通省手づくり郷土賞を受賞[15]。

## 交通

### 橋梁
- 牛田大橋
- 神田橋

## 名所・旧跡
- 白島九軒町原爆死没者慰霊碑（白潮公園内）
- 大田洋子被爆の地・碑 - 宝勝院墓苑に建立されている。

## 出身・ゆかりのある人物

### 政治
- 小鷹狩元凱（広島藩士、衆議院議員）

### 経済
- 阿川甲一[16]（新京倉庫運輸社長、阿川組代表社員、土木建築請負業[17]） - 山口県人で[17]、白島九軒町に居住していた[16]。作家・阿川弘之の父。
- 阿川幸寿（阿川機工社長） - 阿川甲一の息子、阿川弘之の兄。
- 片野滋穂（銀行員）[9]
- 武永徳吉（芸備製鉄取締役）[9]
- 田山臣路（銀行員）[9]
- 靏田利三（住友生命広島支店長）[16]
- 原九造[7]（広島県多額納税者、酒造業）[18]
- 増田甚太郎（穀物商）[16]
- 松本吉助（金融業）[8]
- 守屋義之（広島電気社長、広島商工会議所会頭）
- 守屋義直（島根電力取締役、広島電気監査役）[16]
- 横山重雄（鯉城購買組合長）[19]

### 学術
- 堀江久勝（広島高等学校教授）[8]

### 文化・芸能
- 阿川弘之（文化勲章受章作家、広島県名誉県民） - 阿川甲一の息子で阿川尚之、阿川佐和子の父。
- 島田洋七（漫才師、タレント、作家）

### 軍人
- 浅井保郎（在郷海機大佐）[8]
- 石坂眞次郎（在郷海、医監）[9]
- 井上弟五郎（陸、武官）[9]
- 中島孝治（陸、武官）[9]
- 国友国（陸軍軍医監）[19]
- 山本幹雄（陸軍軍医監、広島衛戍病院長）[8]

### その他
- 阿部要四郎[16]
- 明田孫一郎[16]
- 井上信一[16]
- 中村致夫（武官）[9]
- 福井榮治郎（税務監督局総務部長）[16]
- 古谷四五郎[9]
- 本田保右衛門（官吏）[9]
- 三浦明（武官）[9]
- 森範一（県工業試験場長）[16]
- 柳武[16]
- 山川己代治[16]